# Al Lawson
Pour les articles homonymes, voir Lawson.
Alfred James Lawson Jr. dit Al Lawson, né le 23 septembre 1948 à Midway (Floride), est un homme politique américain, élu démocrate de Floride à la Chambre des représentants des États-Unis de 2017 à 2023.

## Biographie

### Études et carrière politique en Floride

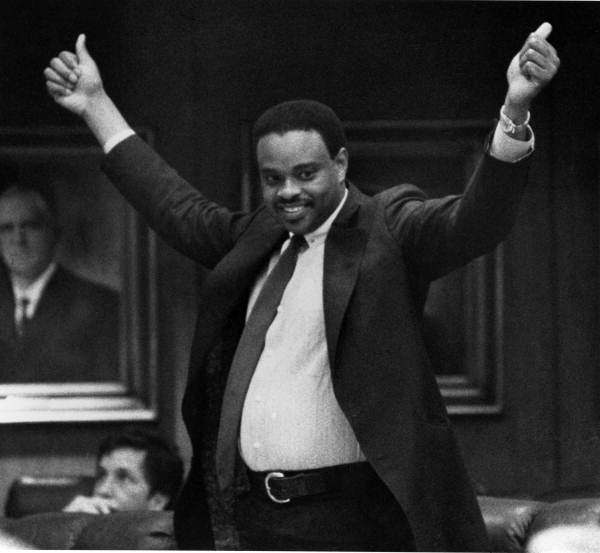
Lawson en 1984.

Al Lawson est originaire de Tallahassee. Il est diplômé d'un baccalauréat universitaire de la Florida A&M University en 1970 puis d'un master d'administration publique de l'université d'État de Floride en 1973.
Il siège pendant 28 ans au sein de la législature de Floride : d'abord à la Chambre des représentants (1982-2000) puis au Sénat (2000-2010), où il représente Tallahassee et le comté de Hamilton.

### Représentant des États-Unis
En 2010, il se présente à la Chambre des représentants des États-Unis dans le 2e district de Floride. Il affronte le démocrate sortant Allen Boyd (en). Lawson perd la primaire avec 48 % des voix mais Boyd est battu par le républicain Steve Southerland (en). Deux ans plus tard, Lawson remporte la primaire mais Southerland est réélu avec 52,7 % des suffrages contre 47,2 % pour Lawson.
Il est à nouveau candidat en 2016. Il se présente cependant dans le 5e district. En effet, le district a été redécoupé par la justice en 2015 ; alors qu'il s'étendait de Jacksonville à Orlando, il court désormais de Jacksonville au comté de Gadsden. Durant la primaire démocrate, Lawson affronte la représentante sortante Corrine Brown, élue depuis 24 ans mais mise en examen pour fraude. Il remporte la primaire avec 47 % des voix contre 39 % pour Brown. Il devient alors le favori pour remporter ce district, majoritairement afro-américain et ayant largement soutenu Barack Obama. Il est élu représentant avec 64 % des suffrages face à la républicaine Glo Smith.
En 2018, Lawson affronte le premier maire afro-américain de Jacksonville Alvin Brown lors de la primaire démocrate. Brown attaque Lawson, qu'il considère comme insuffisamment libéral. Lawson remporte la primaire avec plus de 18 000 voix d'avance (sur 88 000). En novembre, il est facilement réélu face à la républicaine Virginia Fuller.